# 拜伦 (西班牙)
拜伦（西班牙语：Bailén）是西班牙哈恩省的一座城镇。地理位置：北纬38度06分，西经3度46分。

## 历史
早在第二次布匿战争中，罗马统帅大西庇阿与迦太基统帅哈斯德鲁巴尔·巴卡曾在此地发生一场会战（当时此地名为巴埃库拉）。729年这里建起了一座修道院，逐渐形成市镇。1808年在半岛战争中，这里成为西班牙人抗击拿破仑入侵的战场。弗朗西斯科·哈维尔·卡斯塔尼奥斯将军在著名的拜伦战役中打败了皮埃尔-安托万·杜邦·德莱唐将军率领的法国军队。

## 经济
以手工业为主。